# Ƅ
Cette page contient des caractères spéciaux ou non latins. S’ils s’affichent mal (▯, ?, etc.), consultez la page d’aide Unicode.
Ƅ (minuscule ƅ), appelé sixième ton, est une lettre additionnelle qui était utilisée dans l’alphabet mixte du zhuang de 1957 à 1982.

## Linguistique
Ƅ représente le sixième ton (représenté par ˧˧ dans l'alphabet phonétique international). Elle fut remplacée en 1982 par la lettre H.

## Graphie
La graphie de cette lettre ressemble au chiffre 6 et à la lettre cyrillique signe mou italique ou cursive ‹ ь › de laquelle elle est dérivée.

## Représentations informatiques
Cette lettre possède les représentations Unicode (latin étendu B) suivantes :
| formes    | représentations | chaînes de caractères | points de code | descriptions                        |
| --------- | --------------- | --------------------- | -------------- | ----------------------------------- |
| capitale  | Ƅ               | Ƅ                     | U+0184         | lettre majuscule latine sixième ton |
| minuscule | ƅ               | ƅ                     | U+0185         | lettre minuscule latine sixième ton |